# Ключевой (Топкинский район)
Ключевой — посёлок в Топкинском районе Кемеровской области. Входит в состав Соломинского сельского поселения.

## География
Центральная часть населённого пункта расположена на высоте 229 метров над уровнем моря.

## История
В 1962 году указом Президиума Верховного Совета РСФСР поселок фермы № 3 совхоза «Соломинский» переименован в Ключевой.

## Население
| 2010 |
| ---- |
| 130  |